# Чёрная (приток Кабанки)
Чёрная — река в центральной части Челябинской области, протекает в Пластовском районе. Правый приток Кабанки (бассейн Уя).
Длина реки — 10 км. Исток находится в южной части города Пласт (единственный населённый пункт в бассейне). В верхней половине течёт на восток, в нижней — на север. Впадает в Кабанку по правому берегу у нижней окраины села Поляновка (27 км от устья).
Река пересыхающая, сток зарегулирован. Притоки отсутствуют. Вода реки используется для водоснабжения населённых пунктов.

## Данные водного реестра
По данным государственного водного реестра России относится к Иртышскому бассейновому округу, водохозяйственный участок реки — Увелька, речной подбассейн реки — Тобол. Речной бассейн реки — Иртыш.